# Neuf-Marché
Neuf-Marché è un comune francese di 707 abitanti situato nel dipartimento della Senna Marittima nella regione della Normandia.

## Società

### Evoluzione demografica
Abitanti censiti